# Сарга (Шалинський міський округ)
Сарга́ (рос. Сарга) — селище у складі Шалинського міського округу Свердловської області.
Населення — 1147 осіб (2010, 1169 у 2002).
Національний склад станом на 2002 рік: росіяни — 85 %.